# بكورية فارسية
البكورية الفارسية نوع نباتي يتبع جنس البكورية من الفصيلة النجمية.